# Hilarius Moa Nurak
Hilarius Moa Nurak SVD (* 21. Februar 1943 in Waekabubak; † 29. April 2016) war ein indonesischer Ordensgeistlicher und römisch-katholischer Bischof von Pangkal-Pinang.

## Leben
Hilarius Moa Nurak trat der Ordensgemeinschaft der Steyler Missionare bei, legte die Profess am 8. Januar 1972 ab und empfing am 2. August 1972 die Priesterweihe.
Papst Johannes Paul II. ernannte ihn am 30. März 1987 zum Bischof von Pangkal-Pinang. Der Bischof von Larantuka, Darius Nggawa SVD, spendete ihm am 2. August desselben Jahres die Bischofsweihe; Mitkonsekratoren waren Alfred Gonti Pius Datubara OFMCap, Erzbischof von Medan, und Joseph Hubertus Soudant SCI, Bischof von Palembang.